# Enfluran
Enfluran je ekstremno stabilan inhalacioni anestetik koji omogućava brzo prilagođavanja stepena anestezije sa malom promenom pulsa ili respiratorne brzine.

## Spoljašnje veze
|  | Molimo Vas, obratite pažnju na važno upozorenje u vezi sa temama iz oblasti medicine (zdravlja). |